# Francine Tougas
Pour les articles homonymes, voir Tougas.
Francine Tougas est une actrice, scénariste et réalisatrice québécoise.

## Biographie
Francine Tougas est diplômée du Conservatoire d'art dramatique de Montréal, promotion 1973.

## Filmographie

### Comme actrice
- 1974 : La Petite Patrie (série TV) : Janine Martin
- 1974 : La P'tite Semaine (série TV) : Suzanne
- 1977 : Duplessis (feuilleton TV) : Madeleine Parent
- 1990 : Entre l'effort et l'oubli : narratrice (voix)

### Comme scénariste
- 1988-1992 : Bibi et Geneviève
- 1989 : Paul et Moustache
- 1989 : The New Girl in Town
- 1989 : Le Message de Cornipoli
- 1994 : Zap
- 1998-1999 : Bibi et Zoé
- 2001 : Moment de vérité
- 2001-2002 : Fred-dy
- 2013-2017 : Au secours de Béatrice